# Palermo (provins)
Palermo  er en italienske provins på øen Sicilien.
Hovedstaden for provinsen er Palermo, som også har givet navn til provinsen.

## Kommuner
- Alia
- Alimena
- Aliminusa
- Altavilla Milicia
- Altofonte
- Bagheria
- Balestrate
- Baucina
- Belmonte Mezzagno
- Bisacquino
- Blufi
- Bolognetta
- Bompietro
- Borgetto
- Caccamo
- Caltavuturo
- Campofelice di Fitalia
- Campofelice di Roccella
- Campofiorito
- Camporeale
- Capaci
- Carini
- Castelbuono
- Casteldaccia
- Castellana Sicula
- Castronovo di Sicilia
- Cefalà Diana
- Cefalù
- Cerda
- Chiusa Sclafani
- Ciminna
- Cinisi
- Collesano
- Contessa Entellina
- Corleone
- Ficarazzi
- Gangi
- Geraci Siculo
- Giardinello
- Giuliana
- Godrano
- Gratteri
- Isnello
- Isola delle Femmine
- Lascari
- Lercara Friddi
- Marineo
- Mezzojuso
- Misilmeri
- Monreale
- Montelepre
- Montemaggiore Belsito
- Palazzo Adriano
- Palerme
- Partinico
- Petralia Soprana
- Petralia Sottana
- Piana degli Albanesi
- Polizzi Generosa
- Pollina
- Prizzi
- Roccamena
- Roccapalumba
- San Cipirello
- San Giuseppe Jato
- San Mauro Castelverde
- Santa Cristina Gela
- Santa Flavia
- Sciara
- Scillato
- Sclafani Bagni
- Termini Imerese
- Terrasini
- Torretta
- Trabia
- Trappeto
- Ustica
- Valledolmo
- Ventimiglia di Sicilia
- Vicari
- Villabate
- Villafrati

38°06′56″N 13°21′41″Ø / 38.115555555556°N 13.361388888889°Ø